# ادی چیور
ادی چیور (انگلیسی: Eddie Cheever؛ زاده ۱۰ ژانویهٔ ۱۹۵۸) یک اتوموبیل‌ران فرمول ۱ اهل ایالات متحده آمریکا است.